# صومعه آستواتسانکال
صومعه آستواتسنکال (ارمنی: Աստվածընկալ վանք؛ انگلیسی: Astvatsankal Vank) یک مجموعه صومعه‌ای متعلق به کلیسای حواری ارمنی واقع در  بین روستاهای یرنجاتاپ-هارتاوان، استان آراگاتسوتن ارمنستان می‌باشد. ساخت و ساز این ساختمان در سده‌های ۴-۵ام میلادی؛ به پایان رسید. این بنا به سبک معماری ارمنی طراحی شده است.
کلیسای اصلی کلیسا در سده‌های پنجم یا ششم میلادی ساخته شده است. 
کلیسای اصلی در سال ۱۲۴۴ به دستور شاهزاده کورد از خاندان واچوتیان و همسرش خوریسالی به کلیسای کوچک اضافه شد

## نگارخانه

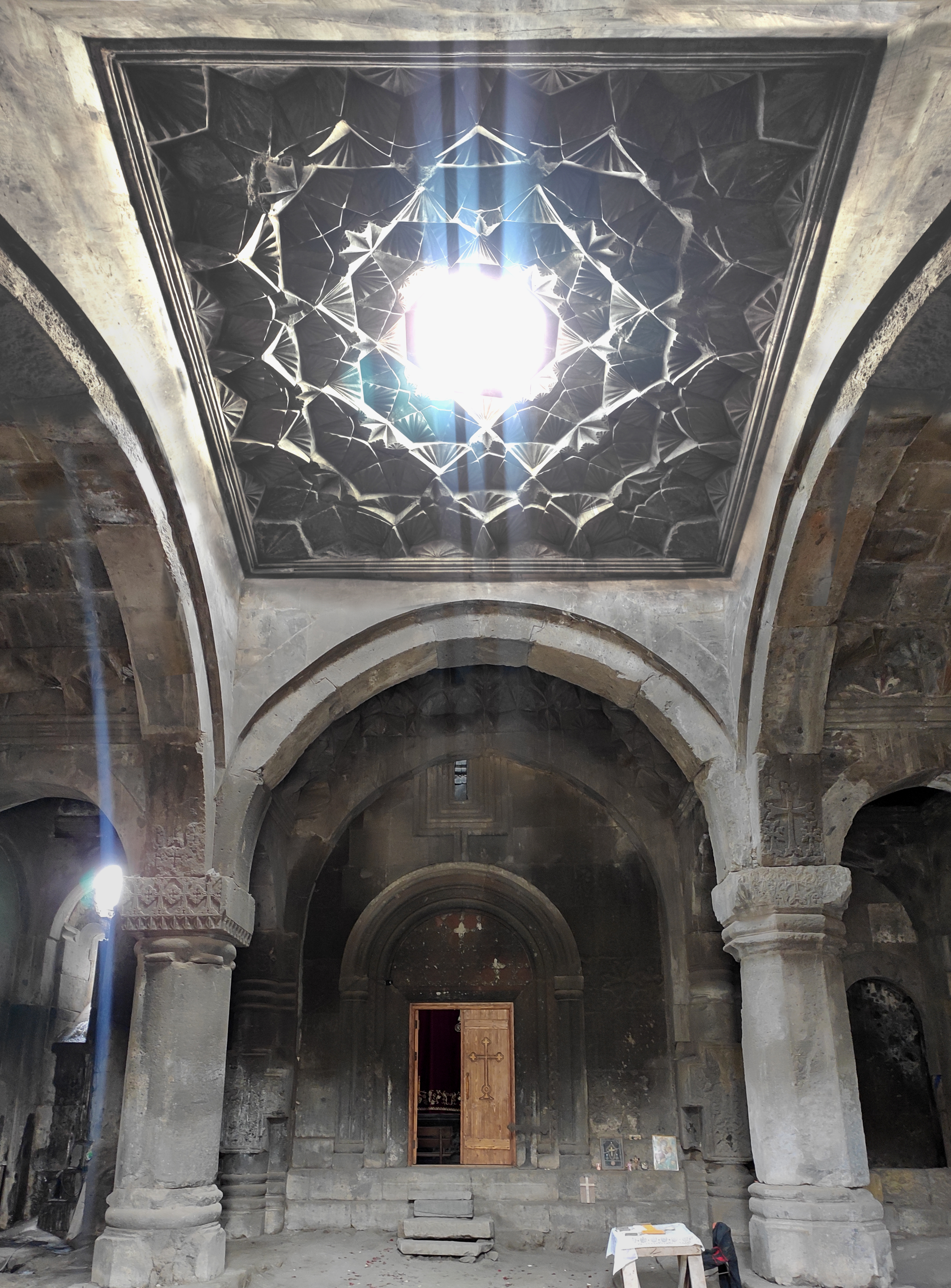
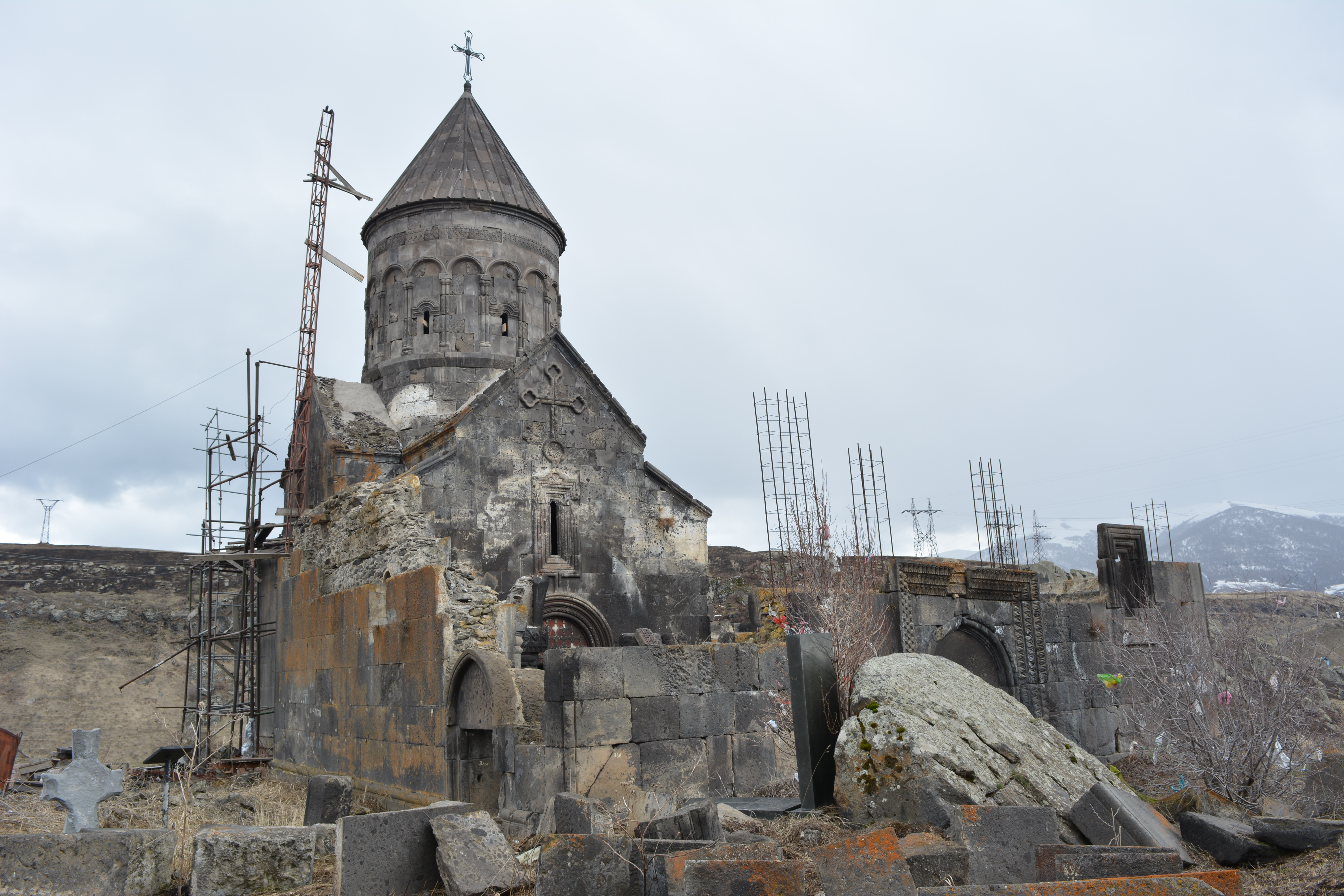
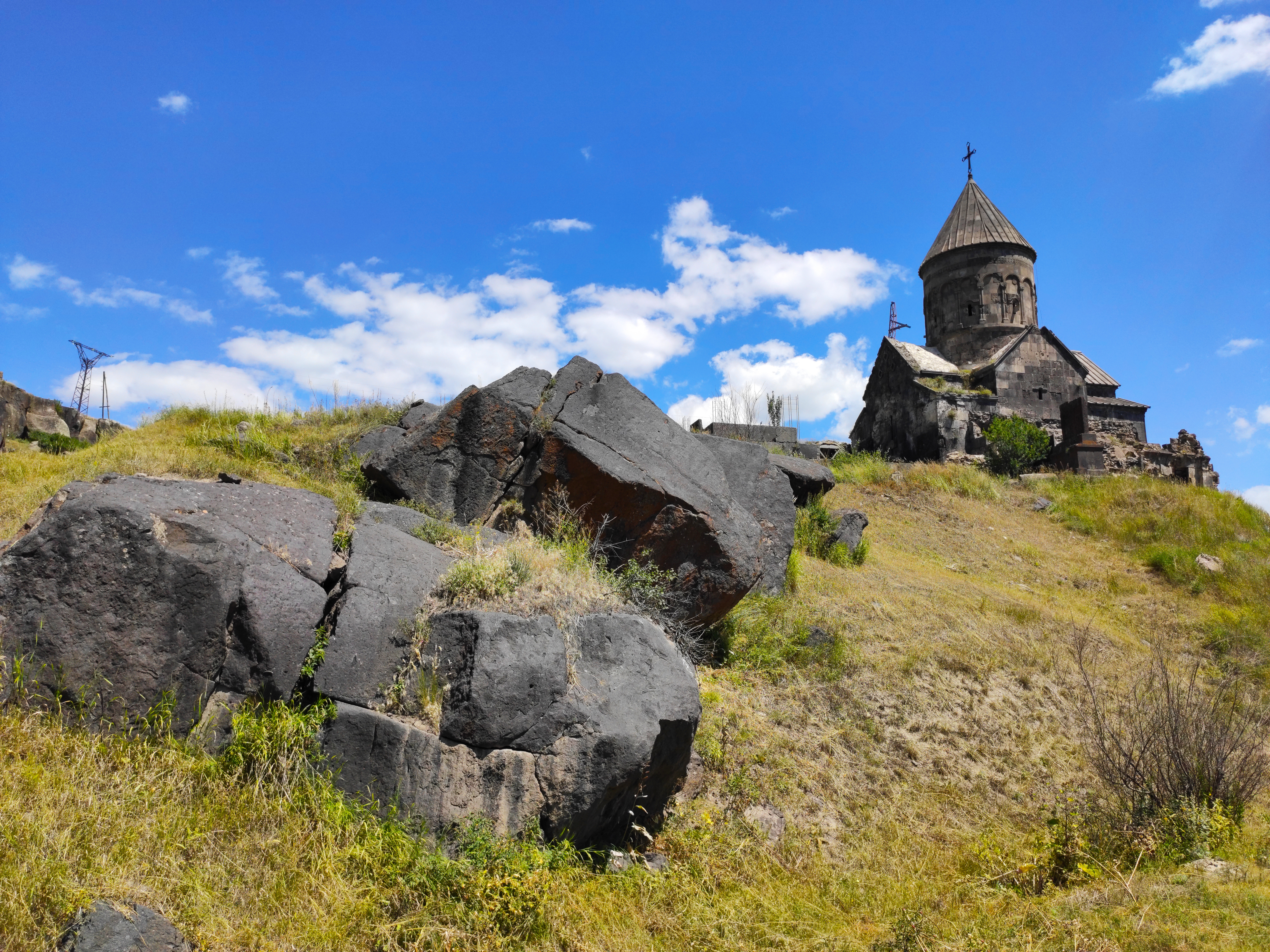
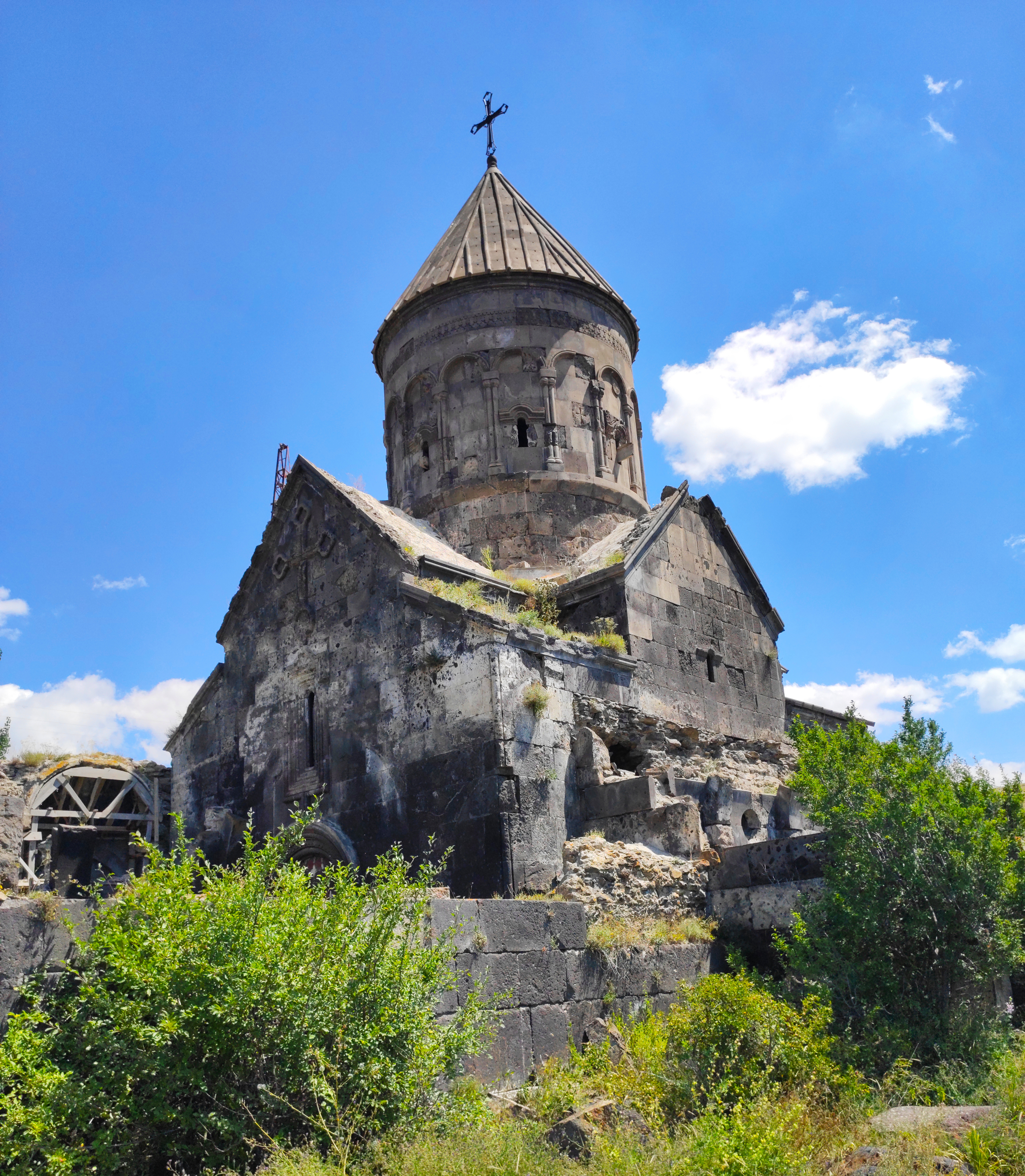
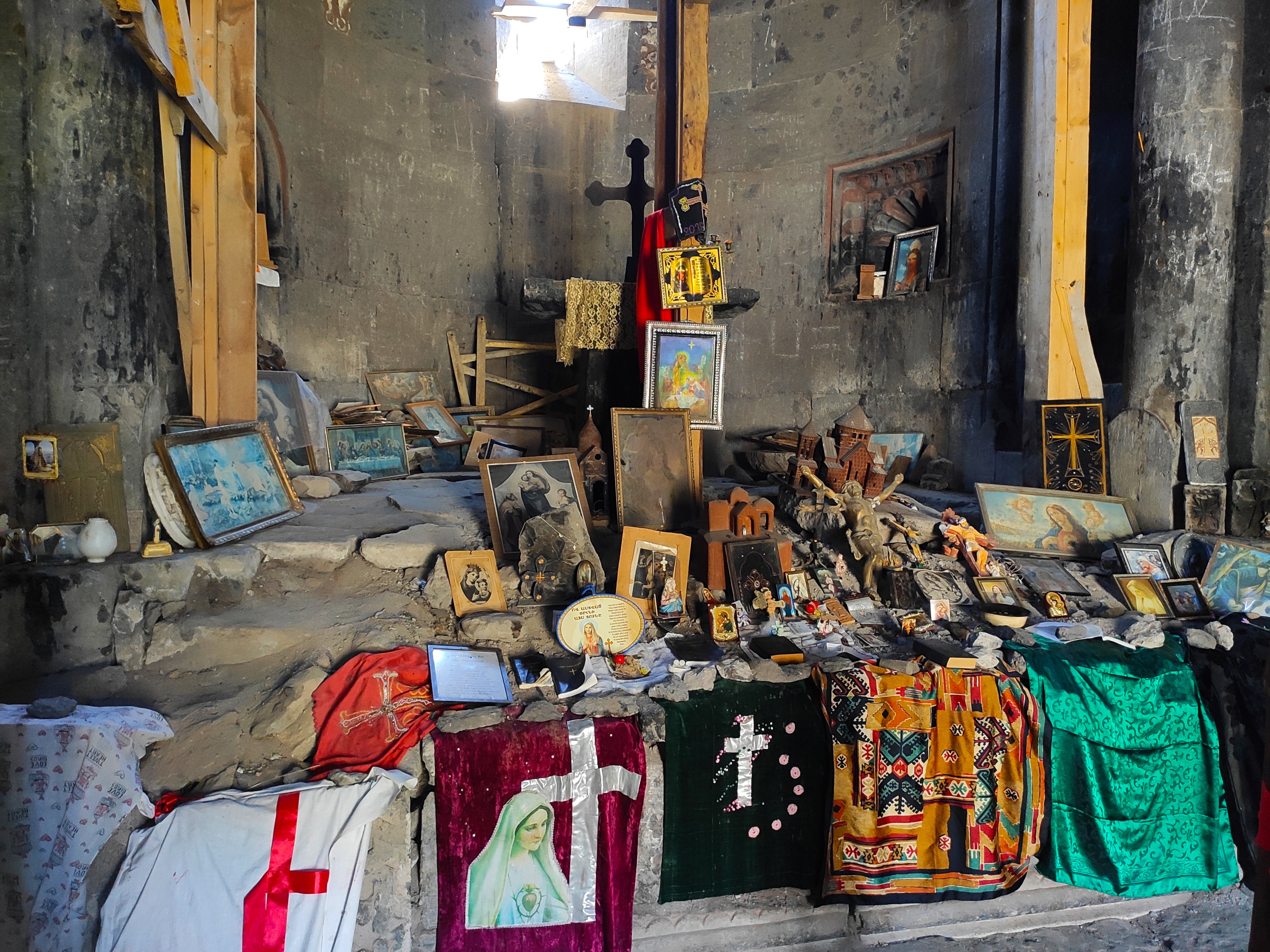
داخل کلیسای نشان مقدس (صومعه آستواتسانکال)․
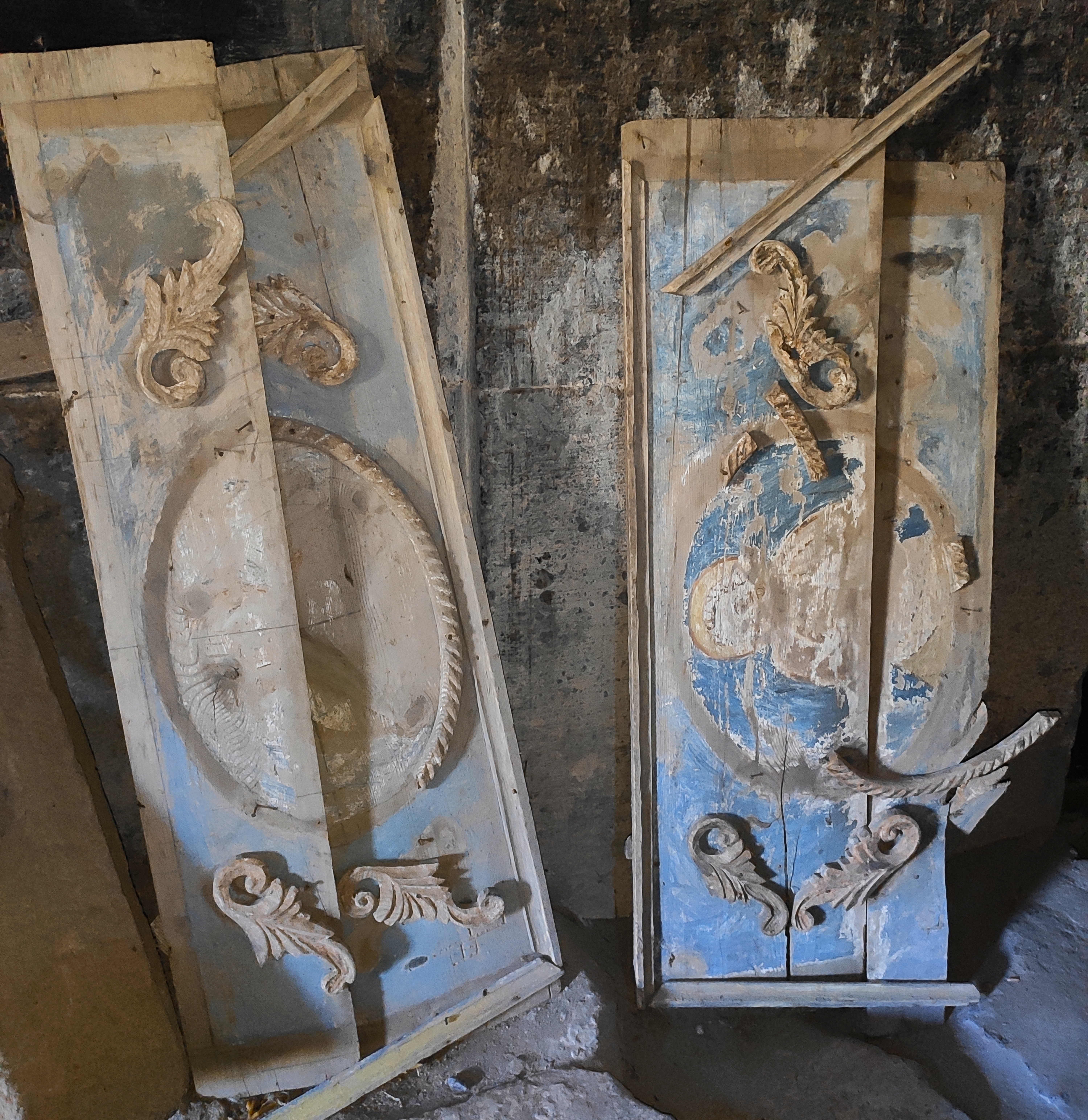
درهای قدیمی کلیسای نشان مقدس (صومعه آستواتسانکال)․
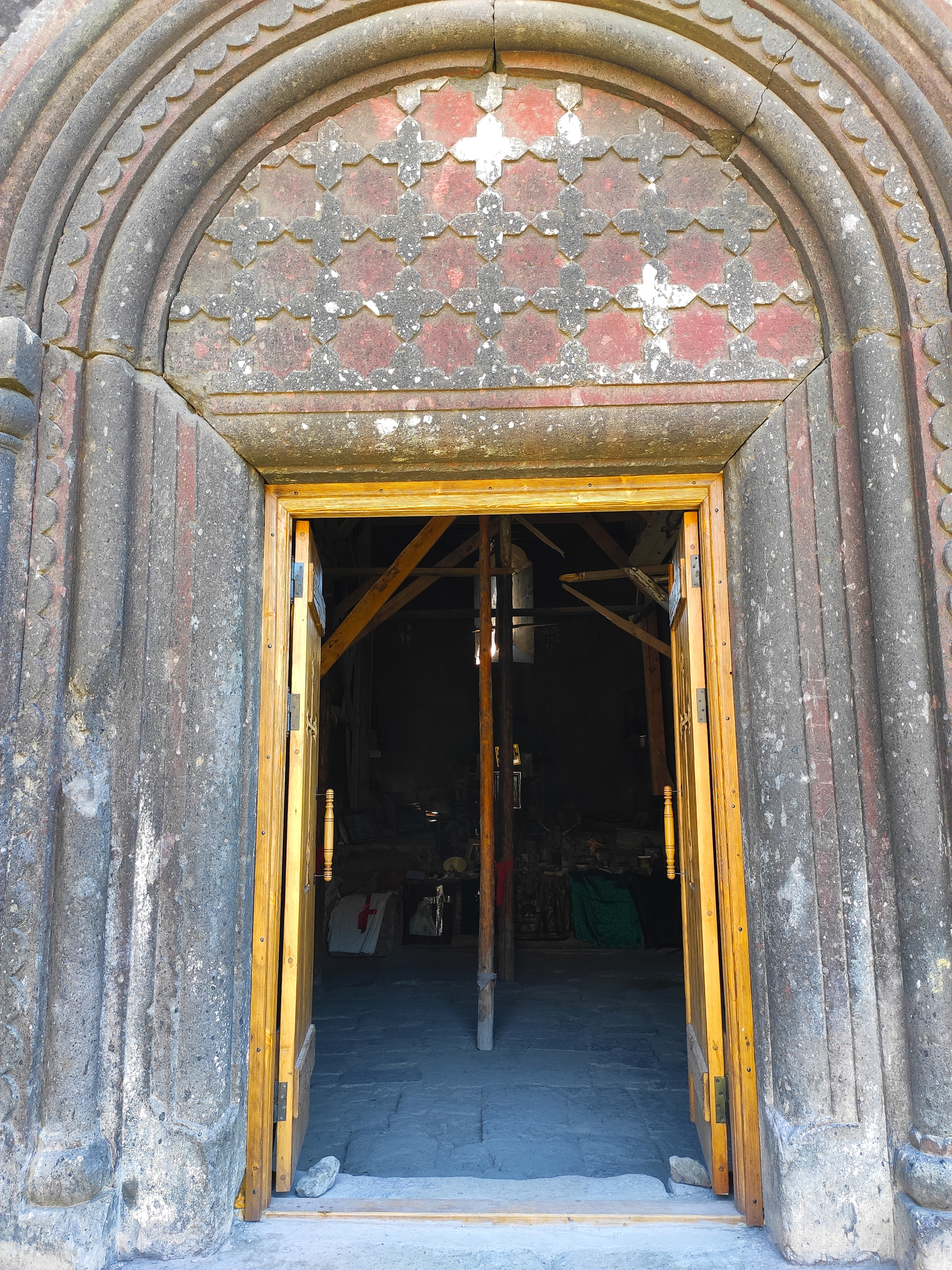
ورودی اصلی کلیسای نشان مقدس (صومعه آستواتسانکال)․
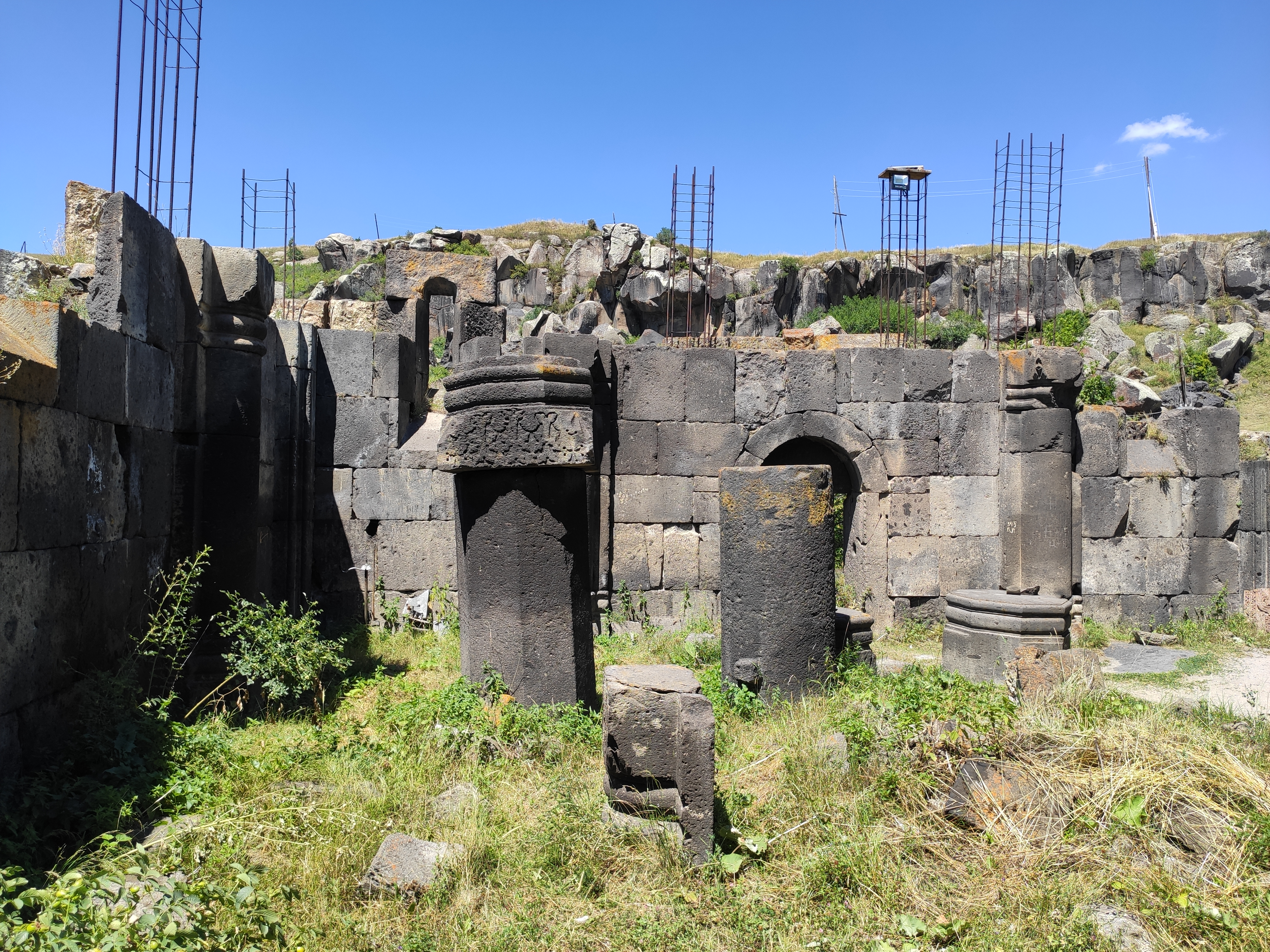
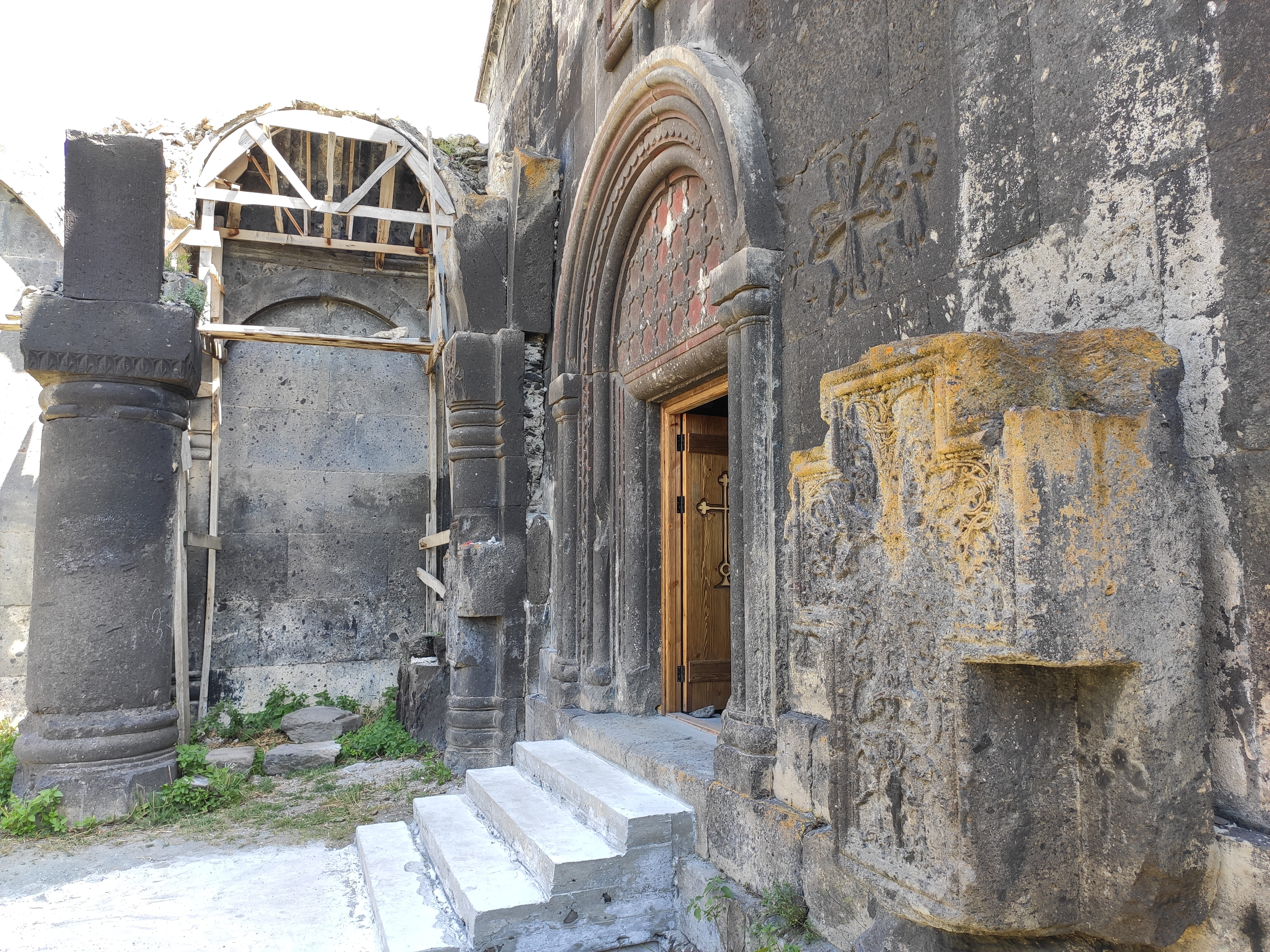